# ريك روبرتس
ريك روبرتس هو ممثل كندي، ولد في 13 نوفمبر 1965 في كندا.

## وصلات خارجية
- ريك روبرتس على موقع IMDb (الإنجليزية)
- ريك روبرتس على موقع إن إن دي بي (الإنجليزية)
- ريك روبرتس على موقع قاعدة بيانات الفيلم (الإنجليزية)